# 荣氏梅园
荣氏梅园，简称梅园，位于中国江苏省无锡市西郊，距市区7公里。原是清朝进士徐殿一的“小桃园”旧址。1912年，荣氏梅园被无锡企业家荣德生购得，以“为天下布芳馨”的宗旨，植梅3000株，堪比小香雪海（香雪海在苏州光福镇），取名“梅园”。园林以荣家私宅为中心，背倚龙山，倚山建园，以梅饰山，借山饰梅，别具一格。是第六批全国重点文物保护单位，与苏州邓尉山、杭州超山并称江南三大赏梅胜地。
荣氏梅园的梅花品种繁多，有玉蝶梅、绿萼梅、宫粉梅、朱砂梅、墨梅和龙游梅等，现在园内的梅花品种已达500余个。园内还辟有天心台、洗心泉、清芬轩、念劬塔、招鹤亭、小罗浮、诵豳堂（楠木厅）、豁然洞及开原寺等景点。其中念劬塔为1930年荣宗敬、荣德生兄弟为纪念其母80冥寿而建，六角形三层砖塔，高18米，是登高观梅佳处。1934年，因赠地捐款，僧人量如在浒山东麓募建了开原寺。

## 历史沿革
1912年，荣氏梅园被无锡籍企业家荣德生购得，荣德生以“为天下布芳馨”的宗旨，植梅3000株，疏浚研泉，兴建了香海轩、乐农别墅、留月村、招鹤亭、小罗浮等一系列景点。品种繁多如玉蝶梅、绿萼梅、宫粉梅、朱砂梅、墨梅和龙游梅等，取名梅园。
1955年，荣毅仁将梅园除“乐农别墅”外的部分全数捐献给了国家。1960年，梅园向东拓展至横山，面积达860余亩，形建成横山、花溪、古梅奇石圃等三大景区。1994年，梅园列为无锡市文物保护单位。2006年，荣氏梅园被列为全国重点文物保护单位。

## 主要景点
念劬塔
念劬塔建于1930年，塔高18米，是荣宗敬和荣德生为纪念母亲80冥寿而建造的。念劬塔原名念慈塔，钱振锽前来赏梅时，荣氏家族曾邀请钱振锽为塔写文，钱振锽提议称将塔名改为念劬塔，其名取自《诗经小雅》的“哀哀母心，生我劬劳”和《诗经凯风》的“棘心夭夭，母氏劬劳”两句，以表敬意。

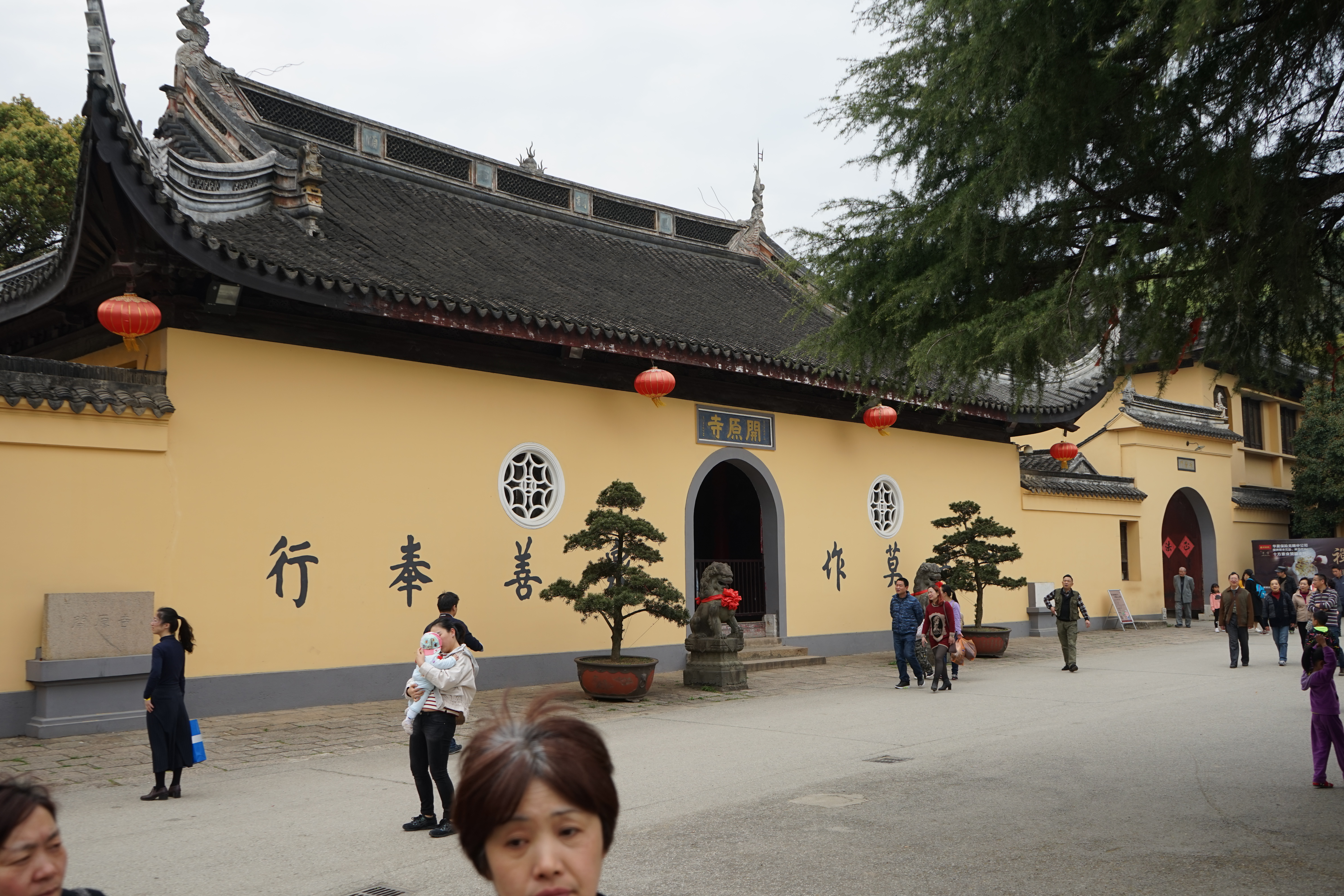
开原寺
1934年，因赠地捐款，僧人量如在浒山东麓募建了开原寺。1958年寺庙殿堂被毁。1983年6月被修复。开源寺占地面积15亩。
积雪堂
积雪堂是荣氏梅园的主厅，荣尔仁题匾，堂三间歇山，前出月台临水，堂背后接碑廊，向西南曲折，终于一个水榭，水榭与积雪堂间架以曲桥，堂东南角建梅影亭。
诵豳堂
诵豳堂，俗称楠木厅，建于1916年，其俗称取自《诗经·豳风》，意为农民劳作艰苦无比。现堂内的诵豳堂三字由著名书画家吴作人于1979年所写，堂内还挂有一幅赏梅图，是周怀民送给荣毅仁的赠品。内设均为荣氏家族的原物。
洗心泉
洗心泉于1916年开凿所得，其名由荣德生所取，意为“物洗则洁，心洗则清。”1983年，洗心泉被重浚，并为之补立了一刻石，由陈俊愉所写。
天心台、三星石
天心台建于1914年，其名意为“梅花点点皆天心”，天心台前方的三峰太湖石极像“福、禄、寿”三字，因此被称为“三星石”。相传宋代书法家米芾在丹任职时爱石成癖，天心台南部的米襄阳拜石因此得名。
此外，梅园还建有招鹤亭、揖蠡亭等景点。

## 图库

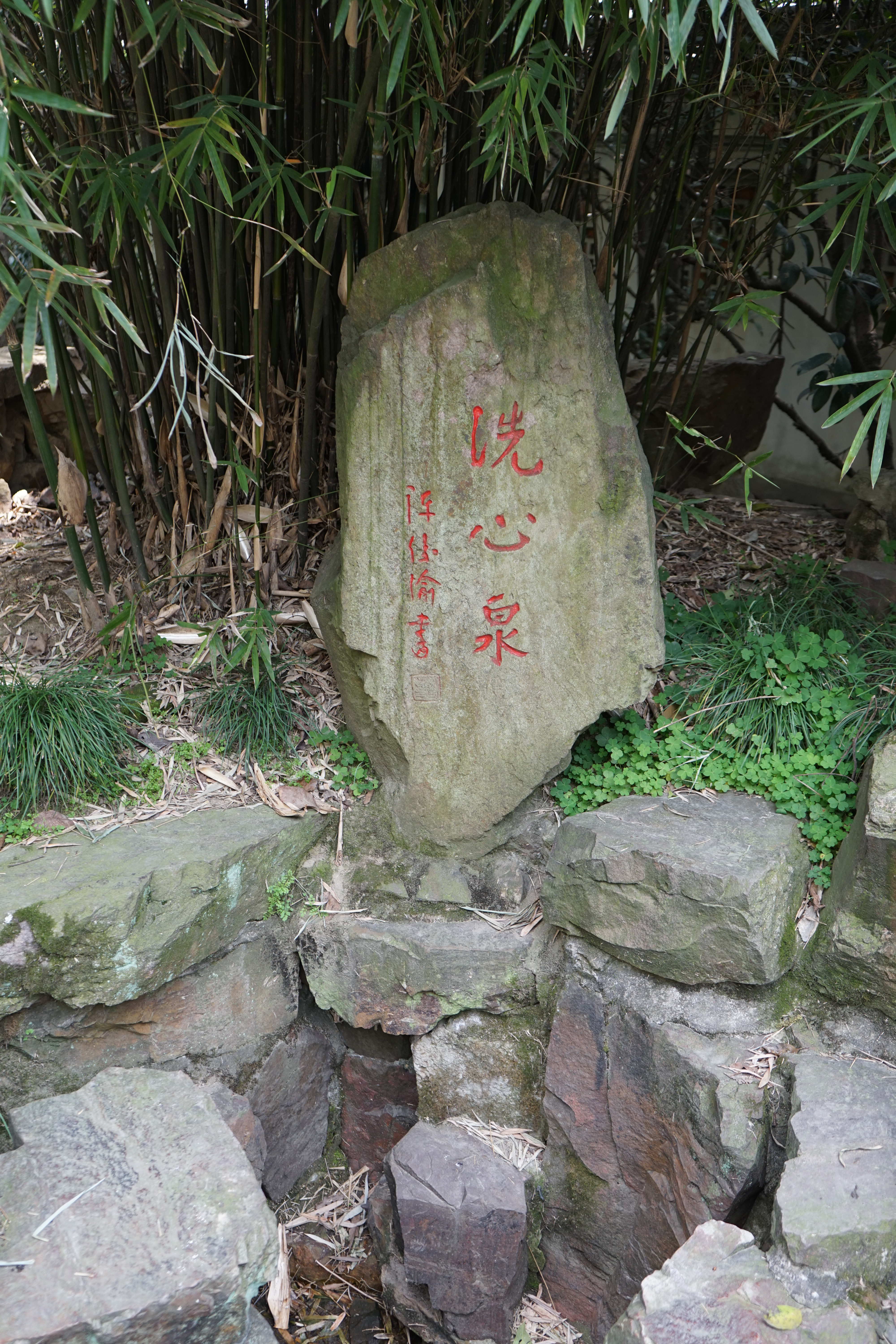
洗心泉
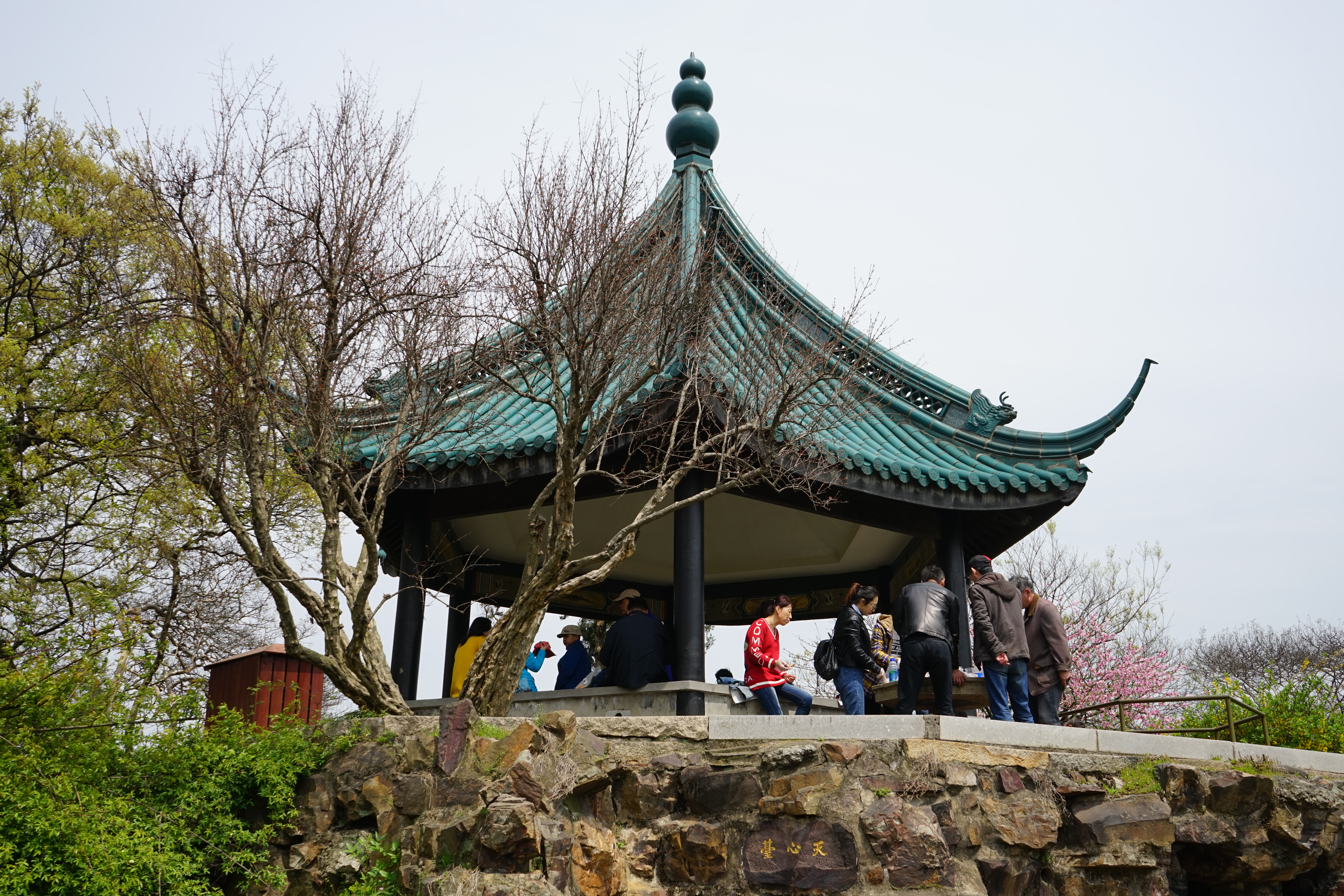
天心台
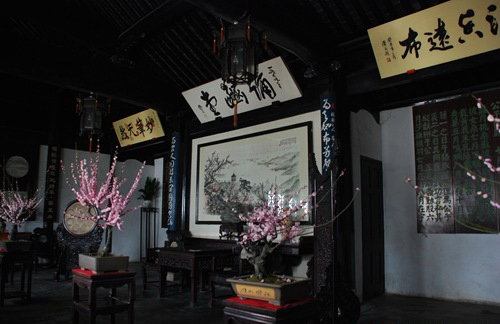
梅园香雪轩
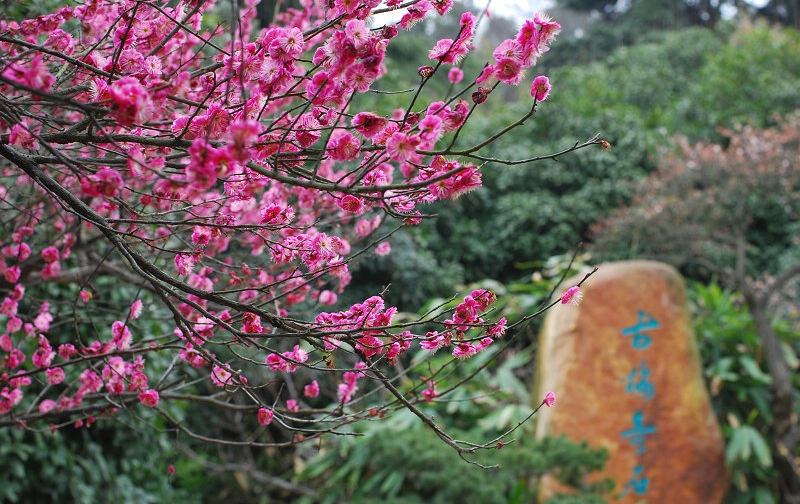
梅园古梅奇石馆